# Parque nacional Aguaro-Guariquito
El Parque Nacional Aguaro-Guariquito es un extenso y diverso espacio natural ubicado en los Llanos Centrales del sur del estado Guárico, Venezuela. Fue declarado parque nacional en 1974, por el Decreto Nº 1686, y abarca una superficie de 585.750 hectáreas (5857,5 km²). Su territorio se extiende por los municipios Francisco de Miranda y Juan José Rondón, y está bajo la protección del Instituto Nacional de Parques (Inparques), adscrito al Ministerio del Poder Popular para Ecosocialismo (Minec).
Este parque es conocido por su gran biodiversidad y paisajes que incluyen sabanas inmensas, dunas de arena blanca que se desplazan lentamente hacia el oeste, ríos, caños, morichales y lagunas. Es el segundo parque más grande de Venezuela, y puede ser visitado todo el año. Los excursionistas pueden disfrutar de tres miradores naturales situados en los sectores Morichalote, Lomas de Los Aceites y La Esperanza, donde es posible apreciar la riqueza natural que caracteriza a esta región. Se extiende sobre una superficie de 585 750 hectáreas (5857,5 km²). Dentro del parque nacen varios manantiales que alimentan importantes ríos, como el Guariquito, Aguaro, Faldisquera, San Bartolo y San José, contribuyendo al ecosistema único de los Llanos venezolanos.

## Historia
En 1974, el gobierno venezolano, presidido por el presidente Rafael Caldera, creó el Parque Nacional Aguaro-Guariquito sobre una extensión de tierras situadas al Sur del Estado Guárico, en jurisdicción de los Municipios Las Mercedes del Llano y Miranda. Este gran parque de llanura comprende 569.000 ha.
Resultaba pues imprescindible que una muestra de esta formación natural fuera protegida bajo el régimen de Parque Nacional, con objeto de preservar para siempre sus condiciones originales en beneficio de las presentes y futuras generaciones.

## Geografía
Estas inmensas tierras planas ocupan casi un 1% del territorio nacional de Venezuela, y están cubiertas principalmente por vegetación de sabana y bosques caducos. También se encuentran presentes bosques de galería, que corren paralelos a los numerosos ríos, quebradas y caños; selvas pluviales con valiosas especies maderables, morichales, esteros o lagunas de estación, bancos, bajíos, médanos y una variedad extraordinaria de comunidades vegetales y animales que habitan los diferentes entornos naturales.

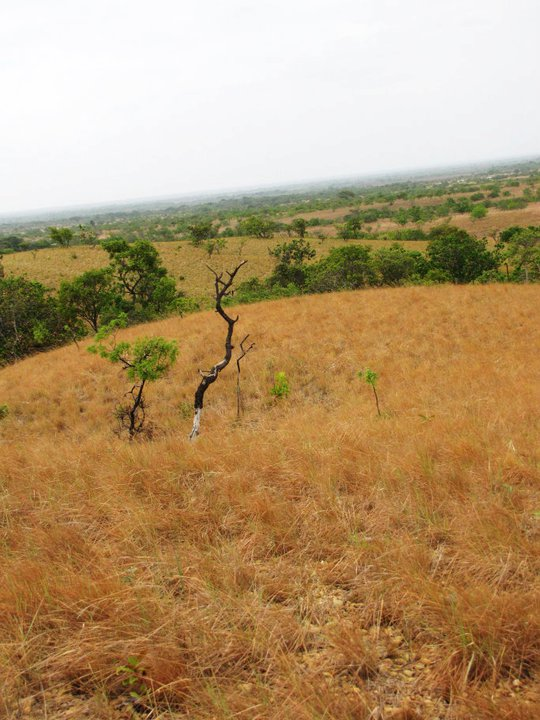
Vegetación y relieve típico del parque

### Relieve
Posee un relieve bajo, uniforme con pocas elevaciones a modo de pequeñas terrazas adyacentes a los cursos de agua. Abundan ambientes característicos formados por bancos de arena, bajíos, esteros y morichales. Se localizan áreas con dunas de arenas blancas, las cuales tienen un desplazamiento lento en dirección al oeste. La dinámica de este parque, está marcada por sus características climáticas, con un período de sequía seguido de otro período de lluvia, que inunda grandes extensiones del mismo. 
Presenta un paisaje de llanura abierta, con relieve bajo, muy uniforme, siendo sus elevaciones pequeñas terrazas, adyacentes a los cursos de agua. El punto más elevado del parque es el cerro Mapurite, con una elevación de 237 metros (777,6 pies) de altitud. En él se localizan áreas con dunas de arenas blancas, las cuales tienen un desplazamiento lento en dirección al oeste. La vida aquí está signada por la sequía implacable y por las lluvias que muchas veces, por no decir siempre, inundan extensas regiones llaneras. El paisaje presenta numerosos ríos, caños, morichales y lagunas así como inmensas sabanas, donde la vista no alcanza para verlo todo. Nacen muchos manantiales dentro del parque que alimentan los ríos Guariquito, Aguaro, Faldisquera, San Bartolo y San José.

### Hidrografía

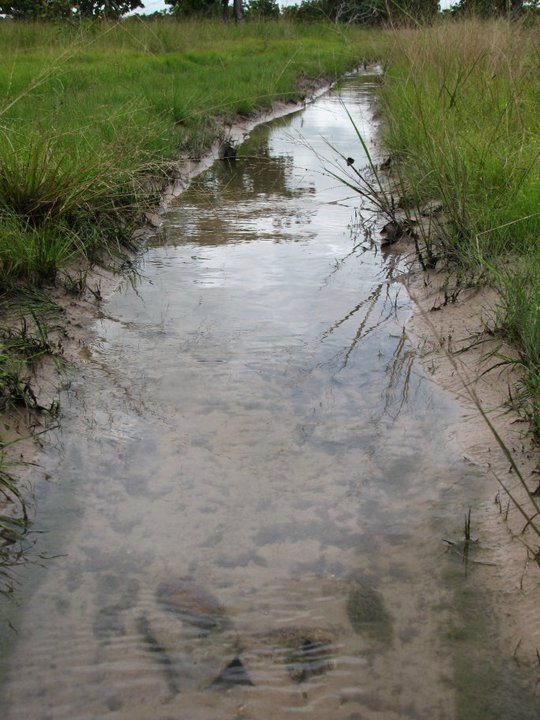
Pequeños cursos de agua atraviesan la topografía del parque

Las corrientes de agua que atraviesan el Parque tienen su origen en ríos que nacen en la Cordillera del Caribe o en manantiales. Los principales son: El río Guariquito, un ramal del Río Guárico, que discurre hacia Sureste, el San José, El Mocapra, el Bartolo, el Faltriquera y el Aguaro; todos ellos desembocan al Orinoco a través del Guariquito, que es el principal colector del drenaje natural.

### Flora
La flora de los esteros contrasta con la de los bancos; aquí las gramíneas incluyen la carretera, la Reimorochloa brasiliensis y R. acuta. Otras plantas comunes son la celidonia, de la familia de las Convolvuláceas, que tiene atractivas moradas, el platanico, de la familia de las Marantáceas y Egletes florida, de la familia de las Compuestas. En los esteros y bajíos se encuentran asociaciones típicas de plantas espinosas como las barinas, la dormidera, la guaica, la cachita y la espina de bagre.
La vegetación está compuesta, principalmente, por muchos tipos de gramíneas, pero también se encuentran especies de otras familias, especialmente Leguminosas, Convolvuláceas, Ciperáceas, Compuestas y Melastomatáceas. En los «bancos» se encuentran gramíneas como el tupuquén, el gamelotillo y los géneros Axonopus, Aristida, Eragrostis. También existen varios tipos de leguminosas, tales como el pega-pega, especies de la familia Labiadas como el mastranto, el estoraque, de la familia de las Compuestas y otras especies herbáceas.
La palma moriche -Mauritia flexulosa se impone por todos lados, se observan árboles de hasta 25 metros, desarrollándose siempre en sitios muy húmedos la palma llanera Copernicia tectorum, el saladillo Caraipasavanarum y el congrio Sclerolobium aureum.

### Fauna
Como es característico de casi todos los ríos llaneros, en las corrientes fluviales vive una gran variedad de especies acuáticas.
El pavón, es un pez de exquisita carne y ha sido siempre una de las piezas de captura más preciadas por los pescadores deportivos que llegan a los llanos. El Caño Guariquito, con su abundancia de pavones, cachamas y morocotos, fue uno de los sectores más afectados por estas intensivas pesquerías.

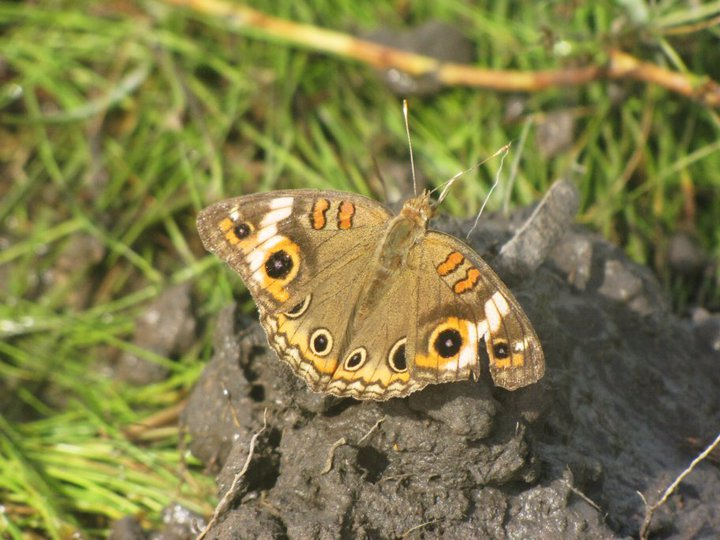
Juniona lavinia, fauna entomológica del parque

Otras especies características de la ictiofauna de la región de los Llanos Bajos son: el cuchilla, el coporo, la vieja, el temblador, la saltadora o santa, el bagre guacamayo, el bagre dormilón, el bagre paleta, el bagre rayado y el caribe.
En los caños más profunos podemos admirar las interesantísimas toninas o delfines de agua dulce, que viven en pequeños grupos cursos de agua, tranquila, nadando con lentitud y alimentándose de grandes peces de fondo.

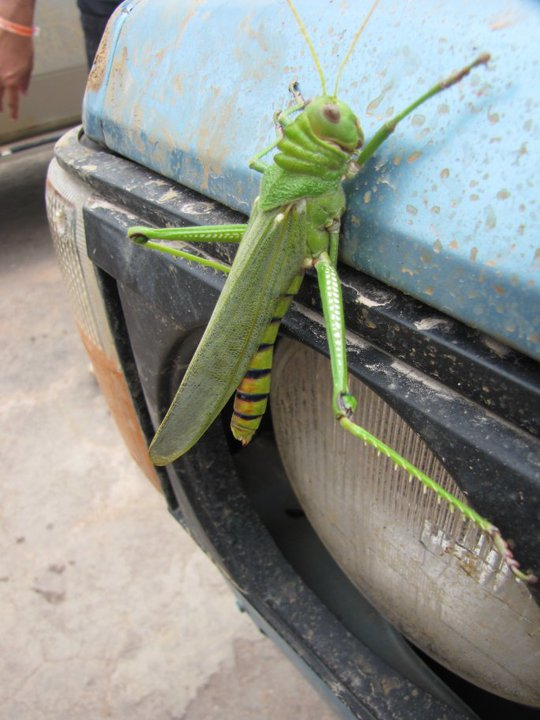
Tropidacris latreillei, parte de la fauna del parque.

Los anfibios entran en estivación, algunos de los peces sufren un proceso similar dentro del barro, lo mismo se puede decir de los reptiles acuáticos, como las anacondas. Los galápagos llaneros se concentran por millares en los esteros que conservan agua. Muchos fitófagos mueren de hambre y de sed, especialmente chigüires o capibaras, venados llaneros y ganado. Los zopilotes y gallinazos consiguen alimentos en abundancia.
Por la abundancia de agua en los numerosos ríos, caños y lagunas habita una variedad de especies acuáticas como el:
- Pavón (Cichla ocellaris)
- Cachama (Colossoma macropomum)
- Morocho (Piaractus brachypomun)[1]
- Temblador (Electrophorus electricus)
- Caribe (Serrasalmus sp.)
- Coporo (Prochilodus mariae)
- Bagre rayado (Pseudoplatystoma fasciatum)

Entre los mamíferos destacan el:

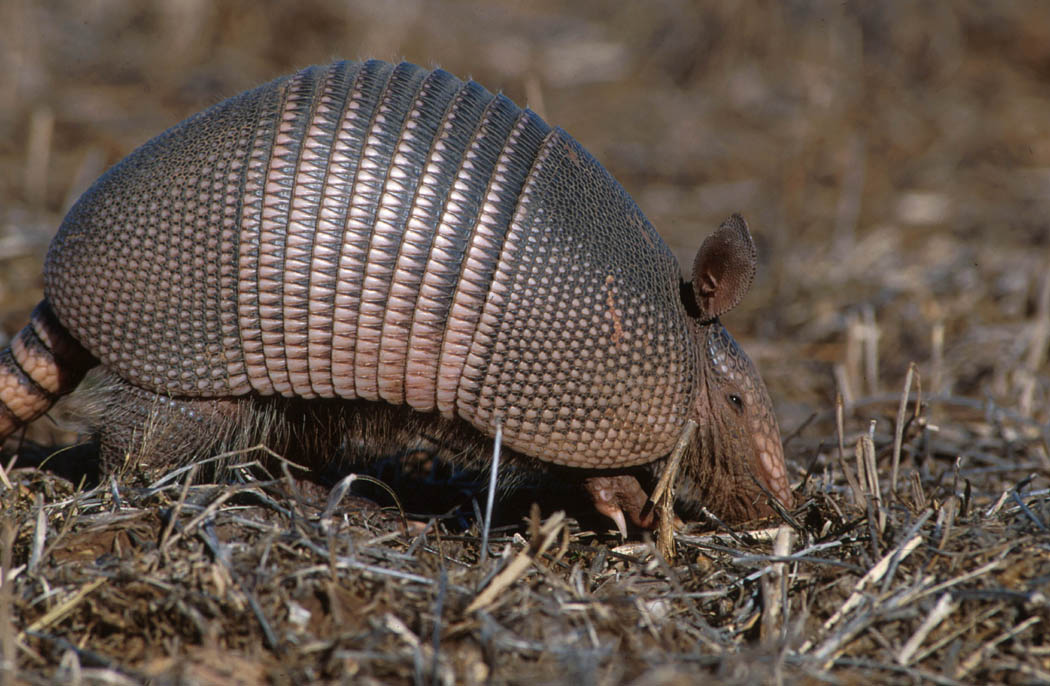
Cachicamo, uno de los mamíferos que se encuentran el parque Nacional Aguaro-Guariquito.

- Chigüire o capibara (Hydrochoerus hydrochaeris)[1]
- Mono araguato (Alouatta palliata)
- Oso palmero (Myrmecophaga tridactyla)
- Cachicamo (Dasypodidae)
- Cuspa o armadillo gigante (Priodontes maximus)
- Venado caramerudo (Odocoileus virginianus)

Se pueden conseguir felinos como el:
- Jaguar (Panthera onca)
- Puma (Felis concolor)
- Cunaguaro (Leopardus tigrinus)

Es notable la presencia de la tonina o delfines de río Inia geoffrensis y el perro de agua Pteronura brasiliensis.

### Clima
Es cálido y presenta dos estaciones muy marcadas: la de verano o sequía, de noviembre a marzo, y la lluviosa o de invierno, que va de abril a octubre, durante la cual la vegetación toma aspecto de gran froncualdad.
La temperatura media es de 28 °C, son máximas de 38 °C. La zona recibe vientos del noreste, este, oeste y sur, prevaleciendo durante la estación lluviosa el del oeste, llamada «El Barines».

### Las Lomas
Las Lomas de Los Aceites son los puntos altos de la sabana y en los meses lluviosos permanecen relativamente secos, mientras que los «esteros» son los lugares más bajos e inundables. Las depresiones menores se denominan «bajíos». El mayor porcentaje de sabanas en este lugar está constituido por bajíos y esteros.
Las Lomas relativamente secos, son también el hábitat de los «chaparrales», los cuales están formados por árboles diseminados de chaparro, el alcornoque, el chaparro manteco de flores amarillas, el chaparro merey de flores rosáceas y el carne asada.

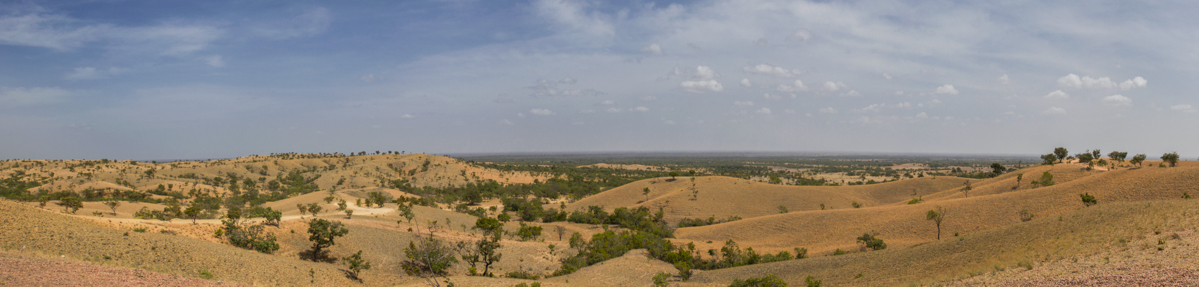
Panorámica de las Lomas de Los Aceites dentro del Parque Nacional Aguaro-Guariquito

## Vías de acceso
Para acceder al Parque Nacional Aguaro-Guariquito, se puede tomar la carretera desde Calabozo, en dirección a Venegas, hasta llegar al poblado de Manzanares, ubicado dentro del parque. Otra ruta es desde El Calvario, que también ofrece acceso al parque. Además, existe una vía adicional a través de la Carretera Las Mercedes - Cabruta, la cual bordea el parque por el este y permite llegar a diversas zonas naturales del área protegida.

### Estación Seca

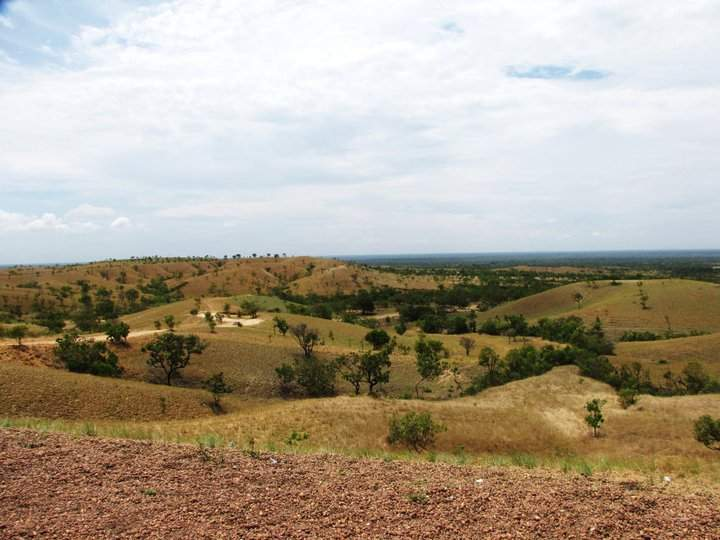
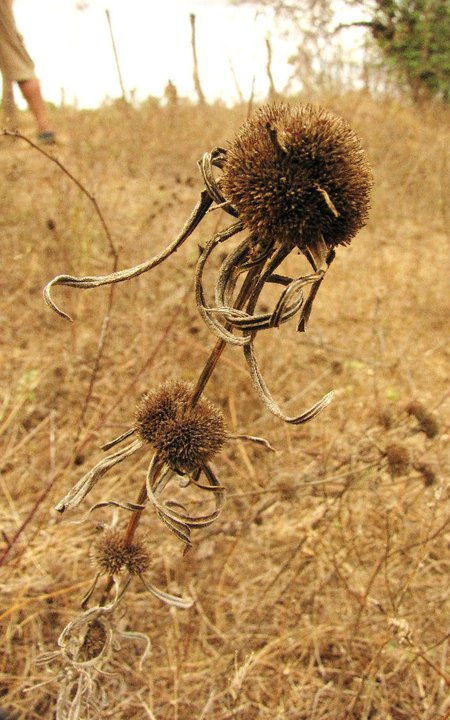
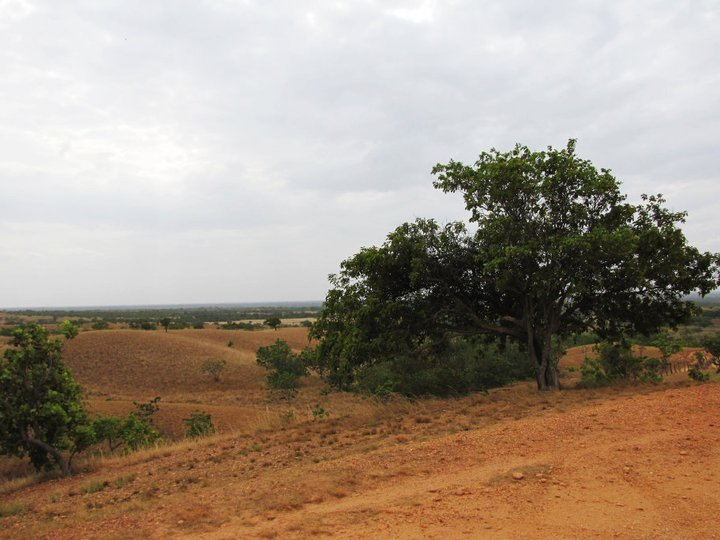
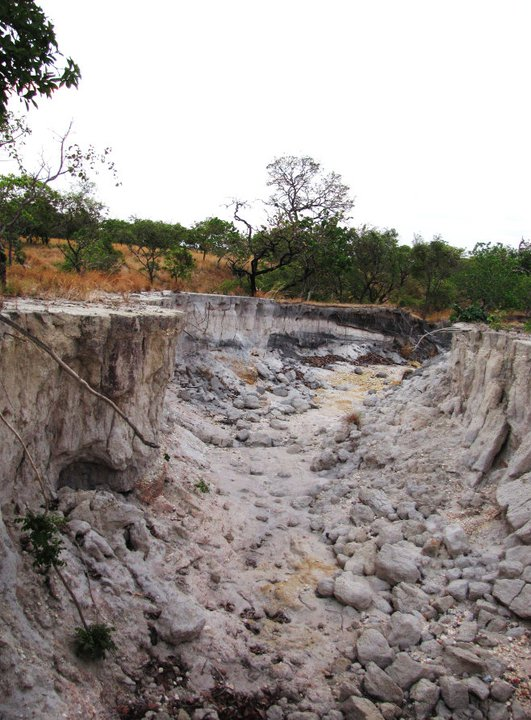

### Estación Lluviosa

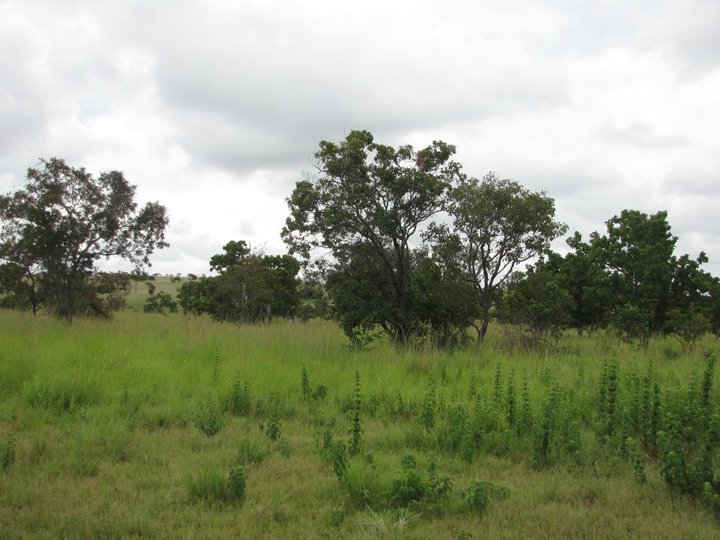
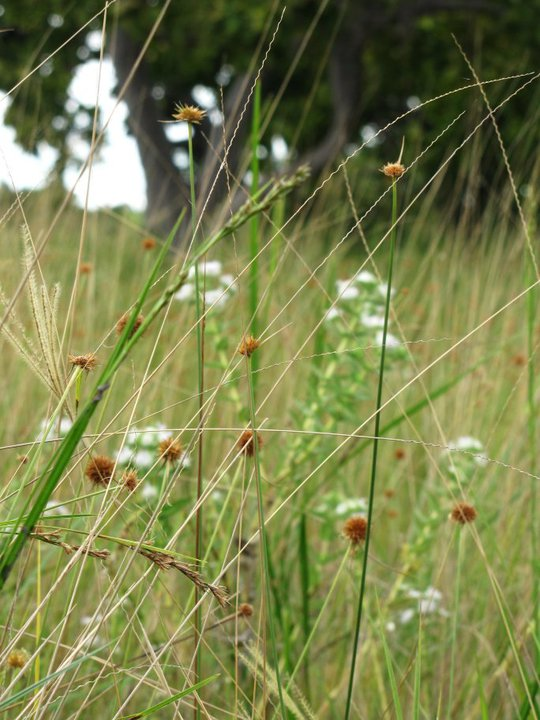
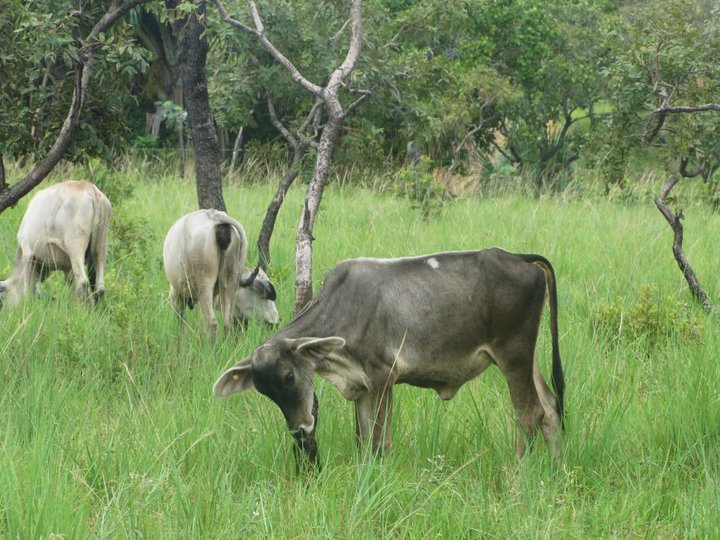
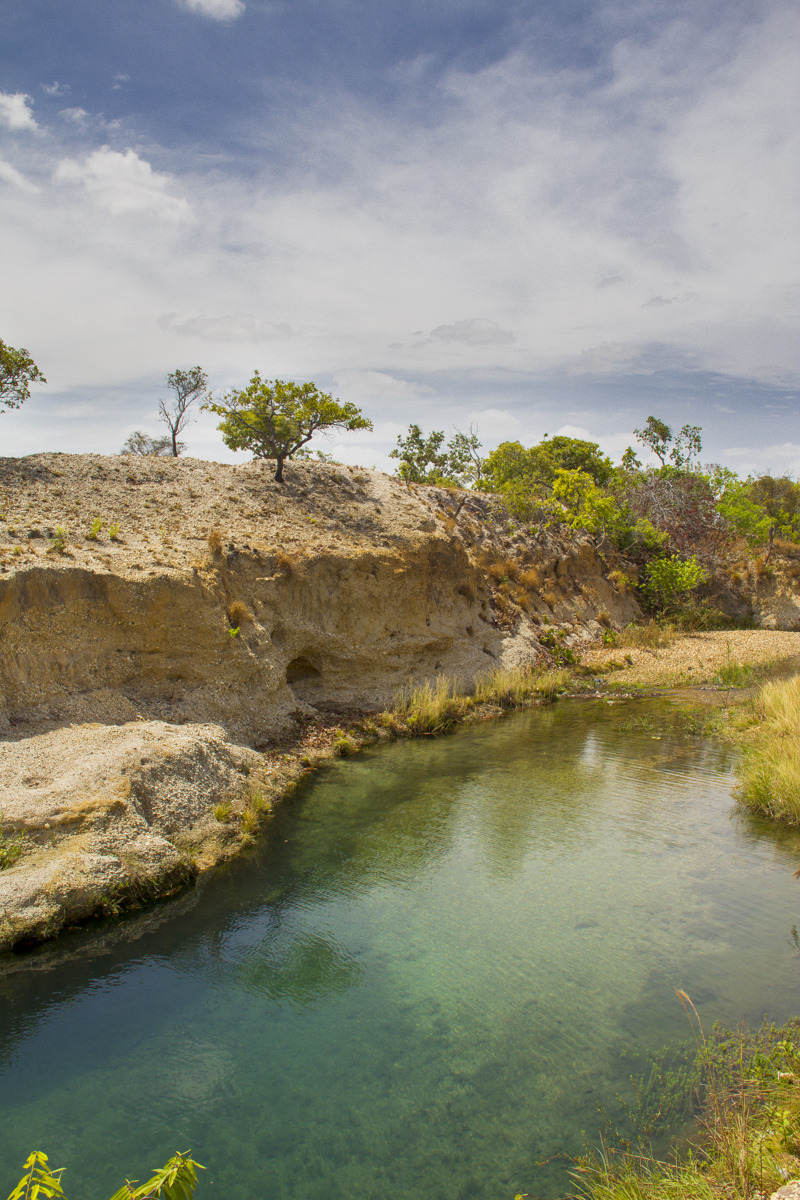